# Cansunco
Cansunco – wieś w Gwinei Bissau, w regionie Bafatá.